# Boom Gaspar
Kenneth "Boom" Gaspar (Waimanalo, Hawaii, 1953 –) amerikai zongorista/orgonista, aki a Pearl Jammel 2002 óta játszik mind élőben, mind pedig a stúdióban.
Eddie Vedder először Hawaiin találkozott a zenésszel, akit C.J. Ramone mutatott be neki. A Pearl Jam lemezei közül a Riot Act és a Pearl Jam albumokon játszik. Ő inspirálta a Love Boat Captain című dalt is (a Riot Act albumról). Arról is nevezetes még, ahogy a "Crazy Mary" című dal élő előadásaikor hosszú szólókat játszik orgonáján. (A dalt eredetileg Victoria Williams írta, és a Pearl Jam előszeretettel adja elő koncertjein.) Az előadás akkor a legteljesebb, mikor Mike McCreadyvel – aki a banda szólógitárosa – együtt szólóznak, akár 5 percen keresztül is.

## Diszkográfia
| Év   | Együttes  | Cím                                     | Kiadó                      | Játszott dalok                                |
| 2002 | Pearl Jam | Riot Act                                | Epic                       | Néhány                                        |
| 2003 | Pearl Jam | Pearl Jam 2003-as bootlegs              | Epic                       | Mind                                          |
| 2003 | Pearl Jam | Nagy Hal filmzene                       | Sony                       | "Man of the Hour"                             |
| 2004 | Pearl Jam | Hot Stove, Cool Music, Vol. 1           | Fenway recordings          | "Bu$hleaguer" (Élő)                           |
| 2004 | Pearl Jam | Live at Benaroya Hall                   | BMG                        | Mind                                          |
| 2004 | Pearl Jam | For the Lady                            | Rhino Entertainment/Warner | "Better Man" (Élő)                            |
| 2004 | Pearl Jam | Rearviewmirror: Greatest Hits 1991-2003 | Epic                       | "I Am Mine", "Save You", és "Man of the Hour" |
| 2006 | Pearl Jam | Pearl Jam                               | J Records                  | Néhány                                        |
| 2007 | Pearl Jam | Live at the Gorge 05/06                 | Monkey Wrench              | Mind                                          |

### Fordítás
- Ez a szócikk részben vagy egészben  a   Boom Gaspar című angol Wikipédia-szócikk fordításán alapul.  Az eredeti cikk szerkesztőit annak laptörténete sorolja fel. Ez a jelzés csupán a megfogalmazás eredetét és a szerzői jogokat jelzi, nem szolgál a cikkben szereplő információk forrásmegjelöléseként.